# 古谷周三
古谷 周三（ふるや しゅうぞう、1955年8月16日 - ）は、日本の実業家。農林中金総合研究所代表取締役社長を経て、JA三井リース代表取締役社長、リース事業協会会長。全国農業協同組合中央会特別功労栄誉表彰者。

## 人物・経歴
北海道出身。1978年北海道大学農学部卒業、農林中央金庫入庫。営業統括部長、システム企画部長を経て、2006年常務理事に昇格。2009年専務理事。2012年農林中金総合研究所代表取締役社長。2016年からJA三井リース代表取締役社長を務め、2018年にはトヨタ自動車などによる日本水素ステーションネットワークへの資本参加契約を締結した。全国農業協同組合中央会特別功労表彰者（紅綬）。リース事業協会会長も務めた。